# 박대경 (1986년)
박대경(1986년 9월 24일 ~ )는 대한민국의 전직 스타크래프트 프로게이머 출신 프로게임단 코치이다.
게이머 시절 MuJuK라는 아이디를 사용하였으며, 종족은 프로토스이다.
공군 ACE의 박대경중위와 동명이인이기도 하다.
2006년 하반기 드래프트에서 SK텔레콤 T1의 4차 지명으로 입단하였다.
2009년 9월 17일, 08-09 시즌을 마지막으로 프로게이머 생활을 마감하고 은퇴하기로 했다.
2012년 군복무를 마치고 SK텔레콤 T1의 코치로 합류하였다.
2016년 10월 SK텔레콤 T1의 스타크래프트 II 종목 팀 해체로 무소속 신분이 되었다.

## 수상 경력

### 선수
- 2005년 제21회 커리지매치 입상
- 2007년 곰TV MSL 시즌3 32강
- 2009년 BATOO 스타리그 08~09 36강

### 코치
- 2013년 SK플래닛 스타크래프트 II 프로리그 12-13 4위
- 2014년 SK텔레콤 스타크래프트 II 프로리그 2014 1라운드 준우승
- 2014년 SK텔레콤 스타크래프트 II 프로리그 2014 3라운드 우승
- 2014년 SK텔레콤 스타크래프트 II 프로리그 2014 4라운드 준우승
- 2014년 SK텔레콤 스타크래프트 II 프로리그 2014 통합 준우승
- 2015년 SK텔레콤 스타크래프트 II 프로리그 2015 1라운드 우승
- 2015년 SK텔레콤 스타크래프트 II 프로리그 2015 2라운드 4위
- 2015년 SK텔레콤 스타크래프트 II 프로리그 2015 3라운드 우승
- 2015년 SK텔레콤 스타크래프트 II 프로리그 2015 4라운드 준우승
- 2015년 SK텔레콤 스타크래프트 II 프로리그 2015 통합 우승
- 2016년 SK텔레콤 스타크래프트 II 프로리그 2016 1라운드 우승
- 2016년 SK텔레콤 스타크래프트 II 프로리그 2016 2라운드 3위

## 같이 보기
- 김성제
- 이건준